# Calapán
Calapán es una ciudad filipina de segunda clase, capital de la provincia de Mindoro Oriental. Según el censo de 2007, cuenta con una población de 116 976 habitantes con 20 929 hogares.
La economía de la ciudad se basa en la agricultura y la pesca. No obstante desde la concesión de la capitalidad, la creciente industria de maquinaria y el turismo han contribuido al incremento de la renta de la ciudad, haciéndola una de las de mayor crecimiento en los últimos diez años. 
Calapán juega también un rol muy importante en el desarrollo de la totalidad de la isla Mindoro, a la que sirve como puerta de entrada a través del puerto marítimo, el más importante de la isla, con enlaces con el puerto internacional de Batangas.
Es una de las dos únicas ciudades de la región de Mimaropa, junto con Puerto Princesa.

## Barangays
Calapá está políticamente subdividida en 62 barangays.
| - Balingayan - Balite - Baruyan - Batino - Bayanan I - Bayanan II - Biga - Bondoc - Bucayao - Buhuan - Bulusan - Sta. Rita - Calero - Camansihan - Camilmil - Canubing I - Canubing II - Comunal - Guinobatan - Gulod - Gutad | - Ibaba East - Ibaba West - Ilaya - Lalud - Lazareto - Libis - Lumangbayán - Mahal Na Pangalan - Maidlang - Malad - Malamig - Managpi - Masipit - Nag-Iba I - Navotas - Pachoca - Palhi - Panggalaan - Parang - Patas - Personas | - Puting Tubig - San Raphael (antiguamente Salong) - San Antonio - San Vicente, Central - San Vicente, Este - San Vicente, Norte - San Vicente, Sur - San Vicente, Oeste - Santa Cruz - Santa Isabel - Santo Niño de Nacoco - Sapul - Silonay - Santa María - Suqui - Tawagan - Tawiran - Tibag - Wawa - Nag-Iba II |

## Historia
En 1850 formaban la provincia de Mindoro y contaba con una población de 2.722 almas.
El 13 de junio de 1950, la provincia de Mindoro se divide en dos porciones: Oriental y Occidental.
La provincia Oriental comprendía los siguientes once municipios: Baco, Bongabón, Bulalacao, Calapan, Mansalay, Naujan, Pinamalayan, Pola, Puerto Galera, Roxas, y San Teodoro.

## Patrimonio
Catedral católica bajo la advocación del Santo Niño, consagrada en 1937.
Forma parte del Vicariato del Santo Niño y es sede de la Vicaría Apostólica de Calapán sufragánea de la Arquidiócesis de Lipá.